# Sofia Leonidakis

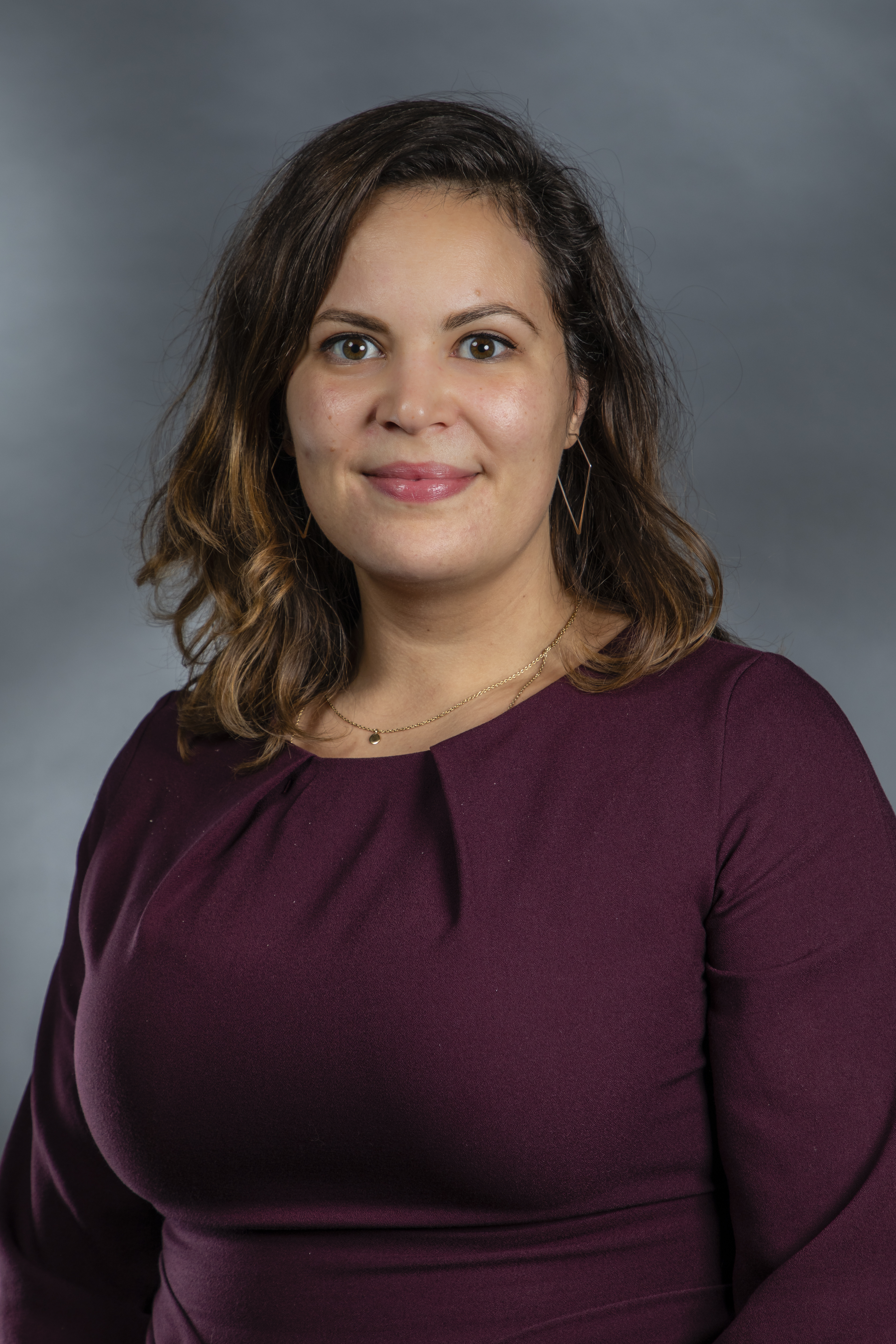
Sophia Leonidakis (2019)

Sofia Leonidakis (auch Sophia geschrieben) (* 27. April 1984 in Überlingen) ist eine deutsche Politikerin (Die Linke). Sie ist seit 2015 Abgeordnete der Bremischen Bürgerschaft und seit August 2019 Fraktionsvorsitzende der Linken in der Bremischen Bürgerschaft.

## Biografie

### Familie, Ausbildung und Beruf
Leonidakis besuchte bis 2002 die Schule in Kassel und erwarb das Fachabitur Gestaltung. 2002 folgte ein Auslandsaufenthalt in Indien. Dort assistierte sie in der Sozialarbeit mit sogenannten Tempelprostituierten. Sie studierte von 2003 bis 2011 Politikmanagement (B.A.) und European and World Politics (M.A.) in Bremen und in Istanbul. Bis 2015 war Leonidakis wissenschaftliche Mitarbeiterin bei der Bürgerschaftsfraktion Die Linke. 2013/2014 besuchte sie ein Gastsemester an der Hochschule für Künste Bremen.
Sie ist verheiratet, hat ein Kind und wohnt im Bremer Stadtteil Östliche Vorstadt.

### Politik
Leonidakis ist seit 2010 Mitglied der Linken und ist in den Landesarbeitsgemeinschaften Europa und Migration der Bremer Linken tätig. 2011/12 war sie Kreisvorständin der Linken Bremen Mitte-Ost. Sie ist seit der Bürgerschaftswahl in Bremen 2015  Mitglied der Bremischen Bürgerschaft. Aktuell ist sie Sprecherin der Linksfraktion für Flucht, Soziales und Kinder.
Ihr politischer Schwerpunkt liegt in der Bekämpfung sozialer und rassistischer Diskriminierung. So tritt sie medial unter anderem mit den Themen Obdachlosigkeit und Flucht in Erscheinung. Sie ist Initiatorin des Modellprojekts „Housing First“ in Bremen.
Sie ist Mitglied im Landesjugendhilfeausschuss, Betriebsausschuss KiTa Bremen, sowie der staatlichen Deputation für Soziales, Jugend und Integration. Als stellvertretendes Mitglied ist sie im Wahlprüfungsgericht, Ausschuss für Bundes- und Europaangelegenheiten, internationale Kontakte und Entwicklungszusammenarbeit, im Haushalts- und Finanzausschuss, im Rechnungsprüfungsausschuss, im Verfassungs- und Geschäftsordnungsausschuss, Ausschuss für die Gleichstellung der Frau, Rechtsausschuss, Betriebsausschuss Werkstatt Bremen und dem Jugendhilfeausschuss.

### Weitere Mitgliedschaften
Leonidakis ist Mitglied in der Gewerkschaft Erziehung und Wissenschaft (GEW), der attac, und dem Flüchtlingsrat Bremen. Sie ist zudem ehrenamtliche Flüchtlingsberaterin.